# Donazioni di Sisto IV ai Musei Capitolini

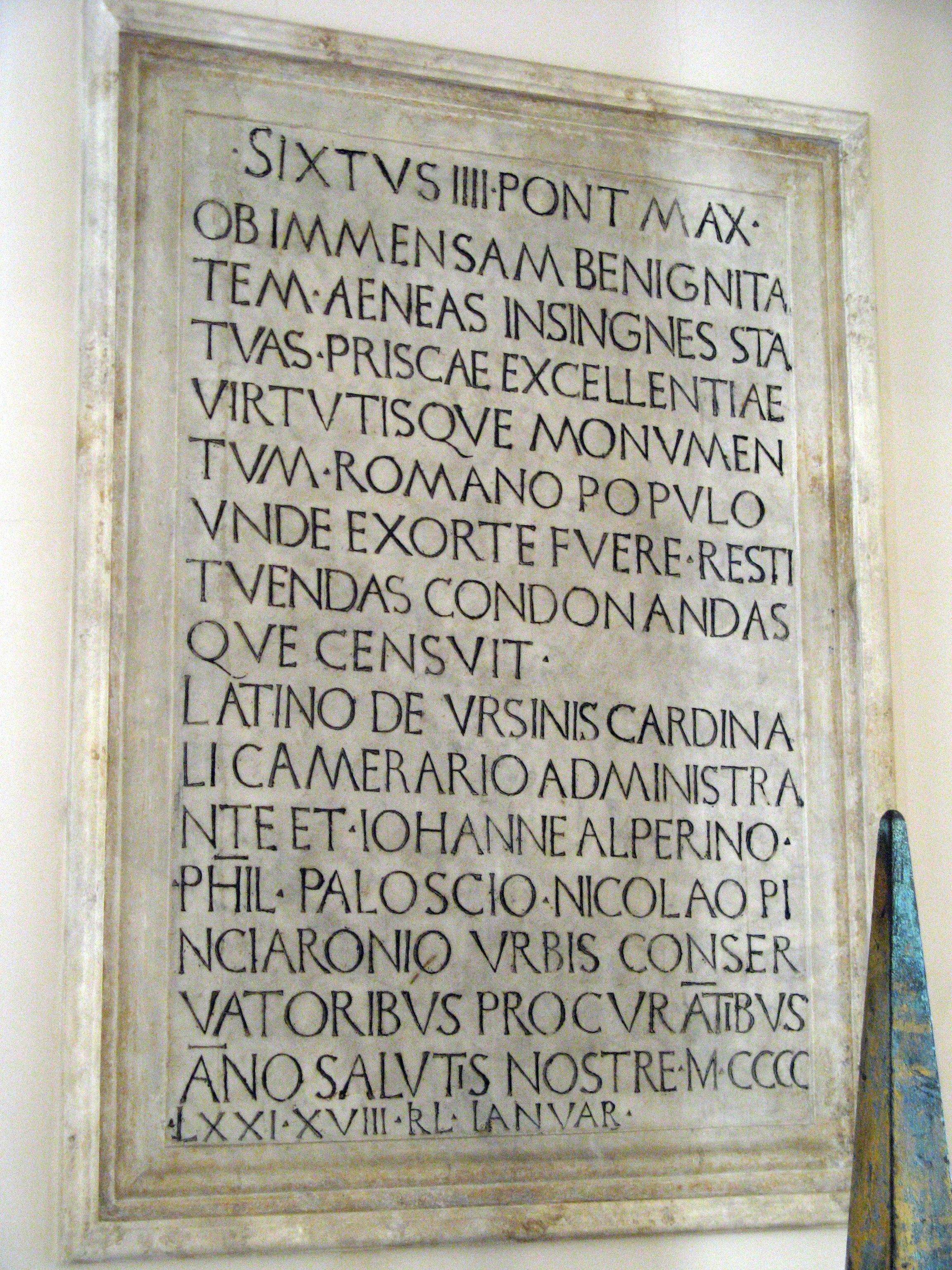
L'epigrafe che commemora la donazione

L'interesse di papa Sisto IV per le antichità fu evidente già nei primi anni del suo pontificato.
Il 14 dicembre 1471, pochissimi mesi dopo la sua ascesa al trono pontificio, il papa espresse il desiderio di fondare un museo che custodisse gran parte dei capolavori antichi in suo possesso.
Le collezioni dei Musei Capitolini nascono con la consegna in custodia al Senato Romano di pregevoli reperti antichi. Fra questi, alcune statue bronzee provenienti dal Palazzo del Laterano. Tutti i cittadini romani possono adesso avvicinarsi ed apprezzare i grandi capolavori della romanità.
Il pontefice considerò anche necessario il restauro e la conservazione di alcuni dei più importanti monumenti antichi e dei grandi bronzi di epoca romana; negli anni 1473-1474 Sisto IV restaura la celebre statua equestre di Marco Aurelio.

## I grandi bronzi dal Laterano al Campidoglio
La donazione dei grandi bronzi al Popolo Romano testimonia la "vivissima passione antiquaria del pontefice", umanista di formazione filosofica e amante delle antichità.
Il popolo romano viene considerato come possessore di tutte le ricchezze che esistevano nella Roma antica, i suoi successori, contemporanei del pontefice, ne sono quindi gli eredi legittimi, le statue gli appartengono di diritto, come tutte quelle che si potevano trovare sul suolo romano.
Il primo nucleo di opere che giunse dal Laterano al Campidoglio era costituito dalla Lupa, dal camillus, dal cosiddetto Spinario e dai resti di una statua bronzea colossale ritraente Costantino o suo figlio Costanzo II: testa, mano e globo (cui si aggiunge un piede bronzeo colossale, non pertinente a quest'opera, ma spesso associato ad essa).
I bronzi vennero dapprima collocati all'aperto, nel lovium del Palazzo dei Conservatori, pochi decenni dopo furono spostati all'interno dell'edificio.
L'interesse verso le opere aumentò sempre di più; particolare attenzione ebbero le testimonianze dell'antica storia repubblicana, molte delle quali vennero restaurate grazie ai finanziamenti degli stessi Conservatori che, con intento propagandistico, restituivano l'integrità esteriore delle opere.
Agli stessi Conservatori si deve anche l'arrivo in Campidoglio di un'altra opera rinvenuta sotto il pontificato di Sisto IV: la statua di Ercole in bronzo dorato, la prima scultura proveniente da scavo a far parte della collezione capitolina.

## Galleria d'immagini

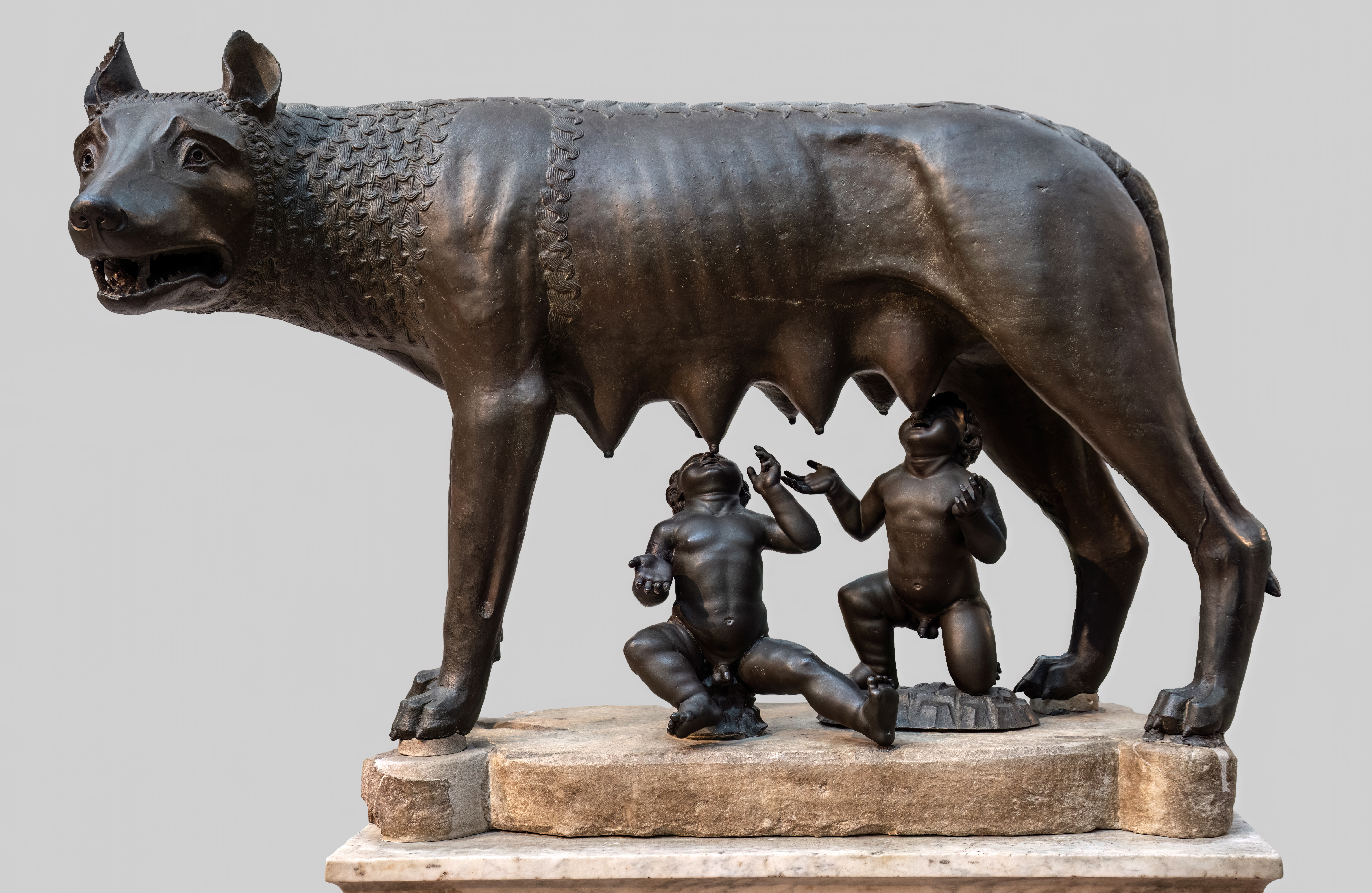
La Lupa capitolina
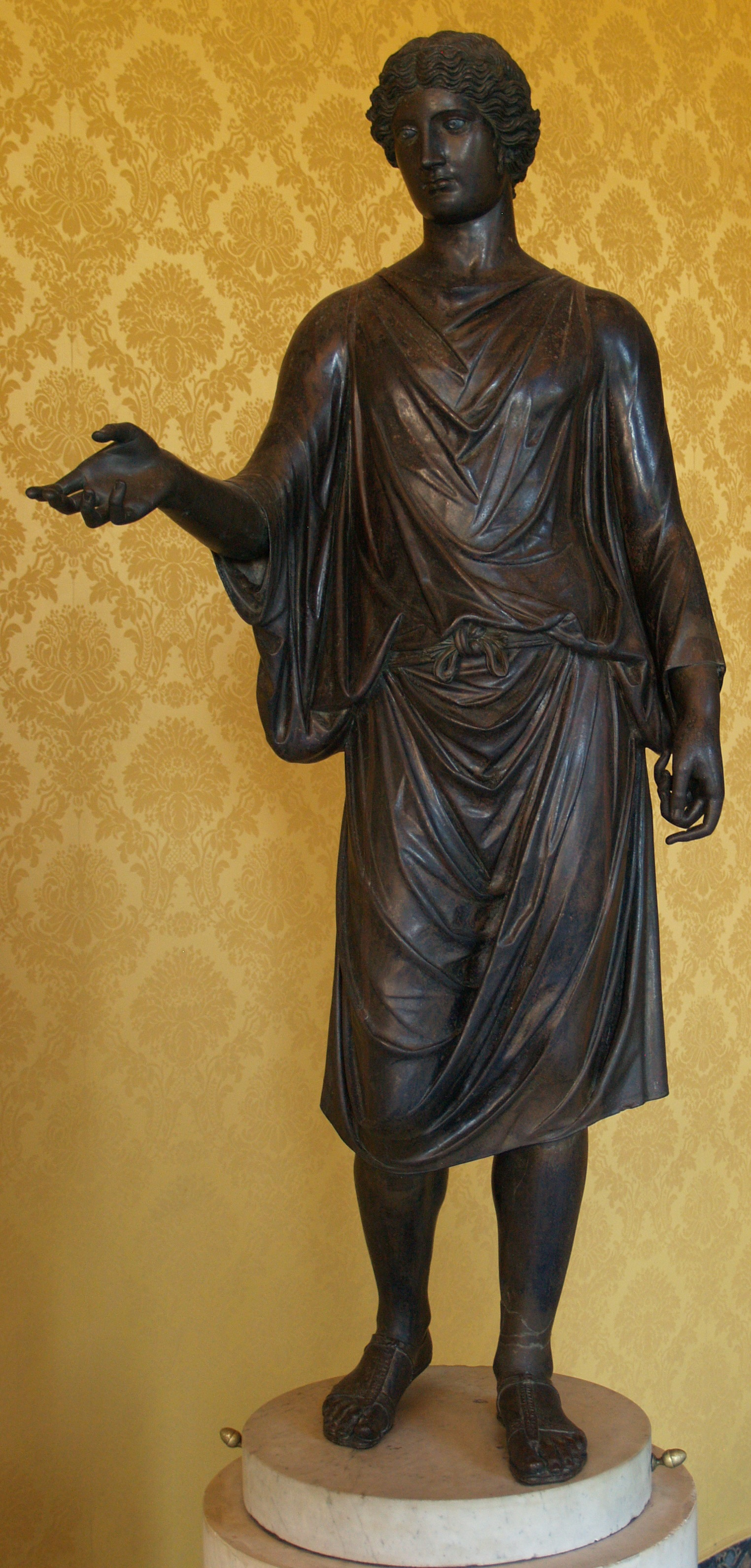
Il camillus
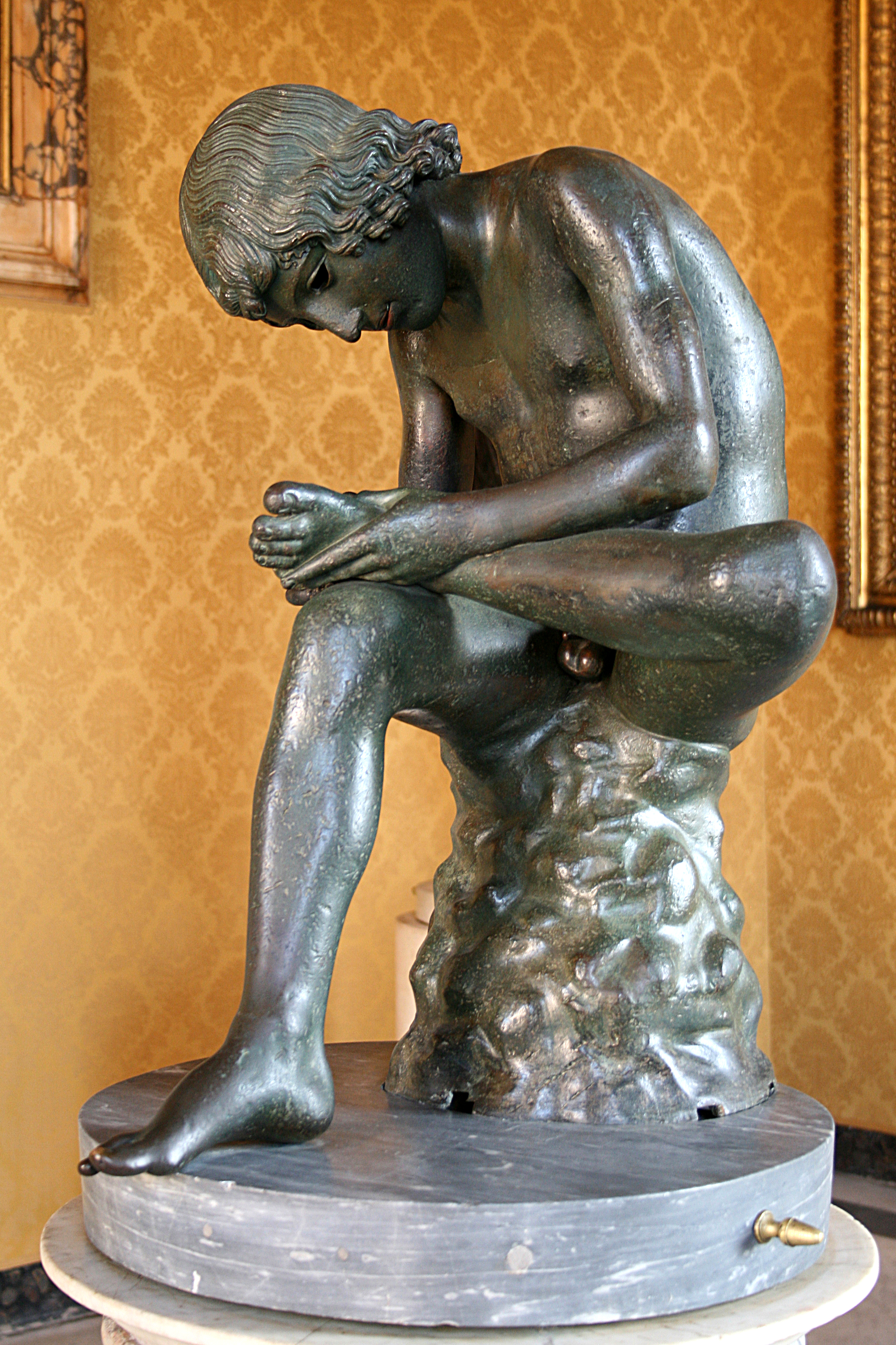
Lo Spinario
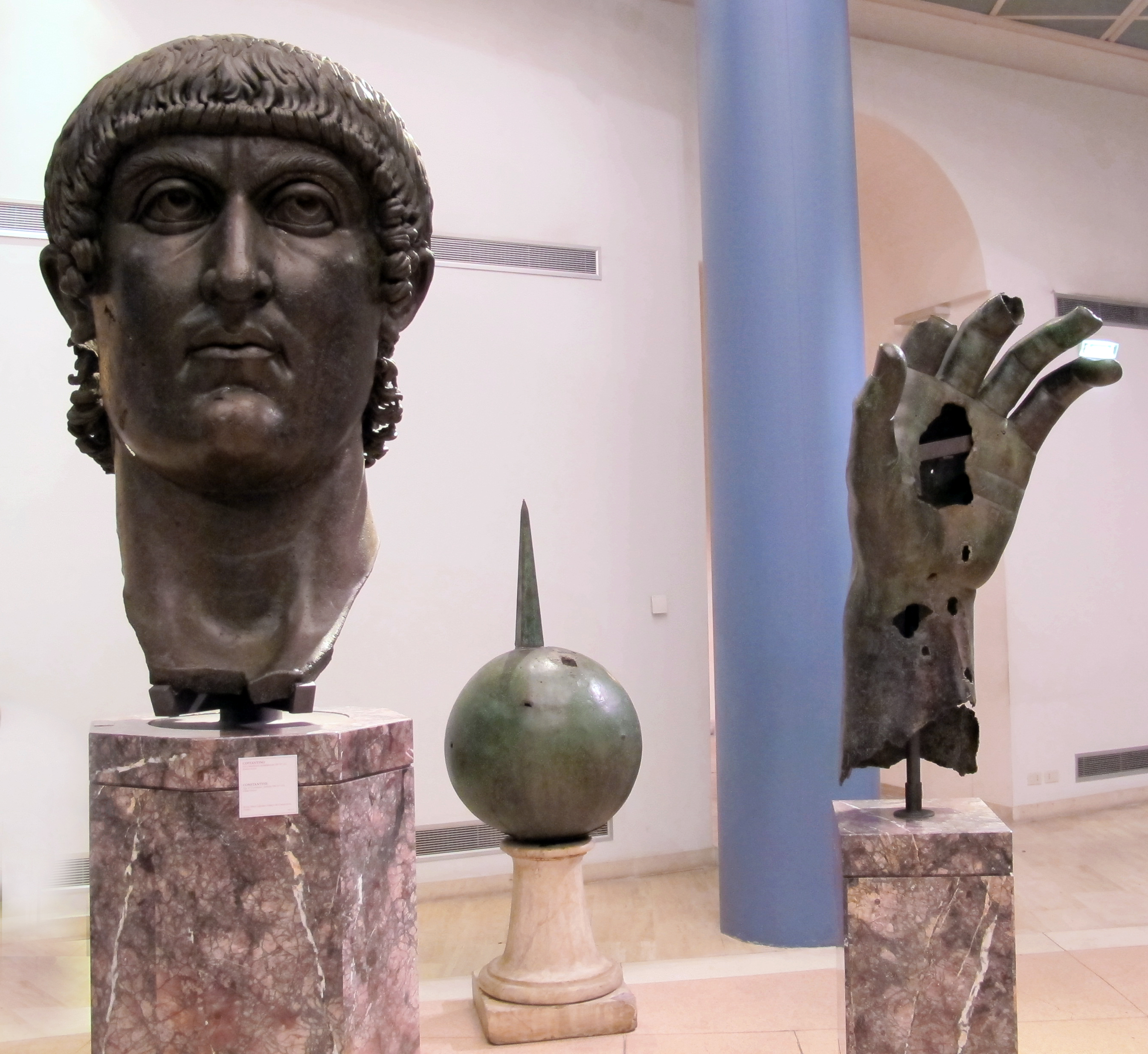
Parti della statua colossale bronzea di Costantino I